# Jazzthetik
Jazzthetik (Untertitel „Magazin für Jazz & Anderes“) ist eine seit 1987 im deutschsprachigen Raum erscheinende Musikzeitschrift mit dem Schwerpunkt Jazz-Musik. Sitz des Verlages ist Münster. Jazzthetik erscheint zurzeit mit sechs Ausgaben im Jahr. Herausgeberin ist Christine Stephan; sie teilt sich die Chefredaktion mit Jan Kobrzinowski (Stand: Juni 2022).
Der Inhalt der Zeitschrift gliedert sich in Nachrichten aus dem Jazz-Bereich, Interviews, Porträts, Kritiken zu CDs, DVDs und Büchern, Konzertberichten und einem Terminkalender zu TV- und Radiosendungen sowie für anstehende Auftritte und Tourneen. Wie der Untertitel der Zeitschrift bereits andeutet, beschäftigt sich Jazzthetik nicht nur mit Jazz, sondern auch mit angrenzenden Musikstilen wie Electronica, Ambient, Weltmusik, Blues und Progressive Rock.
Neben der vierköpfigen Redaktion (Stand: Juni 2022) sind für die Zeitschrift eine Reihe von freien Mitarbeitern tätig.